# گرو هارلم بروندلاند
گرو هارلم بروندلاند (Gro Harlem Brundtland) (زاده ۲۰ آوریل ۱۹۳۹) بانوی سیاستمدار نروژی است. او پزشک، دیپلمات و سیاستمدار است. وی نخست‌وزیر سابق نروژ بود.

## پیشینه

### کودکی، جوانی و تحصیل
گرو هارلم بروندلاند، در بروم، به دنیا آمد، چرا که پدر وی در آن زمان در بیمارستان آن شهر، به عنوان دانشجوی پزشکی مشغول خدمت بود. اما دوره کودکی و رشد وی در اسلو گذشته‌است. گرو هارلم، هنوز یک سالگی را پشت سر نگذاشته بود که نروژ به دنبال وقایع جنگ جهانی دوم، توسط قوای آلمان اشغال شد. به این ترتیب شرایط جنگ و بعد از آن، تأثیر زیادی بر سالهای کودکی وی داشته‌است. والدین گرو هارلم، هر دو از مخالفان سرسخت نازیسم بودند و در نهضت مقاومت نروژ، فعالیت داشتند. در بهار سال ۱۹۴۰م، گرو هارلم یک ساله، برای مدتی به سوئد پیش مادربزرگش، فرستاده شد. در حالی که والدینش به دنبال دولت یوهان نیگورسول، به ترومسو گریختند. اما بعد از مدتی به اسلو بازگشتند و دخترشان را نزد خود نگهداشتند. در ژوئن سال ۱۹۴۳م، بار دیگر مادربزرگ گرو هارلم، به نروژ آمد و او و برادرش، «اریک» را همراه خود به سوئد برد. مدتی بعد، در پاییز همان سال، پدر و مادر بچه‌ها نیز به سوئد پناهنده شده و بار دیگر به فرزندانشان ملحق شدند. 

رهایی نروژ، در ماه مه ۱۹۴۵م، آغاز دوران گارهاردسن در تاریخ سیاسی نروژ بود. دوره ای که ۲۰ سال به طول انجامید. گرو هارلم، در حالی که هنوز اولین سالهای دبستان را در اسلو می‌گذراند، به واسطه عضویت پدر و مادرش در سطوح بالای حزب کارگر نروژ، وارد محیط اطراف نخست‌وزیر وقت شد و با فعالان حزب کارگر نروژ، آشنایی نزدیک پیدا کرد. به این ترتیب گرو هارلم، که به قول بسیاری تقریباً در حزب به دنیا آمده بود، خیلی زود رسماً به عضویت سازمان کودکان حزب کارگر نروژ درآمد. چند سال بعد پدر گرو هارلم، که یک پزشک سرشناس بود، در دولت اینار گارهاردسن به وزارت رسید و از سال ۱۹۵۵ تا ۱۹۶۵م، در دولت حزب کارگر نروژ، وزیر امور خارجه نروژ بود. مسلماً موقعیت سیاسی پدر و مادر که خود از اعضای بلندپایه حزب کارگر نروژ بود، در سرنوشت سیاسی گرو هارلم بروندلاند، تأثیری تعیین‌کننده داشته‌است.
 بعد از یک دوران کودکی، که سراسر تحت تأثیر جنبش سوسیال دموکراسی بود، گرو هارلم، در دوره دبیرستان نیز بیشتر از پیش به فعالیت سیاسی گرایش داشت و از جمله کسانی بود که در دبیرستان خود، یک انجمن هواداران سوسیالیسم تأسیس کردند. بعدها در سال ۱۹۵۷م، زمانی که او در دانشگاه اسلو مشغول تحصیل رشته پزشکی بود، نخست به عضویت انجمن دانشجویان سوسیالیست و سپس به عضویت انجمن دانشجویی حزب کارگر نروژ درآمد. باچنین سابقه ای، وقتی گرو هارلم، با مرد جوانی که عضو حزب محافظه‌کار (نروژ) بود، نامزد شد و در سال۱۹۶۰م، با وی ازدواج کرد، تعجب بسیاری برانگیخت. در سال ۱۹۶۳م، گرو هارلم بروندلاند، در حالی که صاحب فرزند بود، در رشته پزشکی از دانشگاه اسلو، فارغ‌التحصیل شد؛ و پس از اتمام دوره خدمت کارآموزی در بیمارستان، عازم ایالات متحده آمریکا گشت و در سال ۱۹۶۵م، به عنوان متخصص بهداشت عمومی از دانشگاه هاروارد، فارغ‌التحصیل شد. سپس به نروژ بازگشت و به عنوان پزشک دستیار، به استخدام اداره بهداشت نروژ درآمد. بین سالهای ۱۹۶۹ تا ۱۹۷۴م، گرو هارلم بروندلاند، به عنوان پزشک متخصص دستیار، در شورای بهداشت دبیرستانهای اسلو مشغول خدمت بود.

### بحث در مورد سقط جنین و وزارت محیط زیست
در سال ۱۹۷۴م، وقتی گرو هارلم بروندلاند، در مقام وزیر محیط زیست نروژ، وارد دولت تریگوه براتلی شد، کوله باری از تجارب دوران کودکی و نوجوانی را با خود همراه داشت. همان سال در یک مصاحبه مطبوعاتی گفت که ادامه راه پدرش و تحصیل در رشته پزشکی، تنها به خاطر تعهدی بود که نسبت به اجتماع حس می‌کرده‌است. او ترجیح می‌دهد، روی اقدامات پیشگیرانه و جنبه‌های اجتماعی حرفه اش تمرکز کند.
 گرو هارلم، پیش از تصدی پست وزارت، تجربه نسبتاً کاملی به عنوان یک پزشک اندوخته بود. وی در تحقیقات پزشکی و اجتماعی شرکت کرده بود و به عنوان پزشک متخصص دستیار، در شورای بهداشت دبیرستانهای اسلو و پزشک کشیک بخش اورژانس بیمارستان، تجارب زیادی اندوخته بود. بنابر این گرو هارلم، از طریق شغلش با بسیاری از محیط‌های اجتماعی آشنایی یافته بود و شناخت او تنها محدود به دوران کودکی و نوجوانیش نبود. حدود سال‌های ۱۹۷۰م، وقتی بحث‌ها بر سر آزادی حق انتخاب در مورد سقط جنین برای زنان اوج گرفت، گرو هارلم، در شورای بهداشت دبیرستانهای اسلو، مشغول خدمت بود. همچنین وی در همان دوره، در مرکز بهداشت مادران و کودکان فعالیت داشت و عضو شورای تصمیم‌گیری در مورد سقط جنین، در بیمارستان وابسته به دانشگاه اسلو بود.

آن روزها نگرانی وی بیشتر متوجه بارداریهای ناخواسته و امکان بازداری از آنها بود و بارها پیش آمده بود که او هزینه لازم پیش‌گیری، برای زنان محروم از امکانات مالی را از جیب خود پرداخت کرده بود.
بحث بر سر مشکلات سقط جنین و این که عملاً جلوگیری از سقط جنین غیرقانونی - با خطراتی که در پی داشت - ممکن نبود. چند سؤال را برجسته کرد. برای مثال آیا پزشکانی که در شورای سقط جنین حضور داشتند و اکثر آنها مرد بودند، باید نقش قاضی را نیز ایفا می‌کردند؟ عقیده گرو هارلم، بیشتر بر این بود که تصمیم نهایی باید با خود زنان باردار باشد و او این عقیده در معرض بحث عمومی قرار داد.
 در سال ۱۹۷۴م، دولت تریگوه براتلی پیشنهاد لایحه سقط جنین خود خواسته را به مجلس ملی نروژ برده بود. بنابر این وقتی که گرو هارلم، در ۳۱ اوت سال ۱۹۷۴م، به دفتر نخست‌وزیر احضار شد، تصور می‌کرد که موضوع مربوط به مسائل سقط جنین است. اما بزودی دریافت که قصد نخست‌وزیر، دعوت از وی برای پیوستن به هیئت دولت در مقام وزیر محیط زیست نروژ بوده‌است.
گرو هارلم بروندلاند، سیاست‌های مربوط به محیط زیست را به دستور کار کلیدی دولت ارتقاء داد. حفظ محیط زیست از قبل به عنوان یک شعار مطرح بود اما در عمل واقعاً چه نقشی بازی کرده بود؟ بلند پروازیهای گرو هارلم، در مورد مسائل محیط زیست می‌توانست او را در مقابل دیگر اعضای دولت قرار دهد. وزیر صنایع که بعداً وزیر نفت هم شد از جمله بر سر حفاری‌های تحقیقاتی به دنبال یافتن نفت، از در مخالفت
با وی درآمد. اما گرو هارلم، بر سر ایده‌آل‌های خود مبارزه کرد. بسیاری از مسائل مربوط به محیط زیست، دامنه ای فراملی داشت. مبارزه با باران‌های اسیدی از آن جمله بود. به این ترتیب گرو هارلم بروندلاند، از حمایت بین‌المللی برخوردار شد. در سال ۱۹۷۷م، به دنبال فوران کنترل نشده در یک سکوی نفتی و آلودگی محیط زیست که در دریای شمال رخ داد، جهره گرو هارلم بروندلاند، روی صفحه‌های تلویزیونی در سراسر اروپا، ایالات متحده و سایر نقاط جهان ظاهر شد؛ و وزیر جوان محیط زیست نروژ، با شیوه مدیریت کارآمد خود، جهان را تحت تأثیر قرار داد.

### مقدمات نخست‌وزیری
دولت‌های  براتلی و نوردلی در دهه ۱۹۷۰م، مانند همه دولت‌های قبلی در نروژ، به شدت تحت سلطه مردان بودند. اما از سال ۱۹۴۵ تا ۱۹۶۵م، همیشه یک زن در دولت حضور داشته‌است. زمانی که گرو هارلم بروندلاند، در سال ۱۹۷۴م، وزیر شد، دو همکار زن داشت. او به عنوان عضو یک گروه فمینیستی، به شدت نگران اصلاحات در زمانی بود که زنان هم کارگر و هم مادر بودند. در سال ۱۹۷۵م، که سازمان ملل متحد، آن را به عنوان سال زنان اعلام کرده بود، گرو هارلم، اولین زنی بود که به معاونت رهبر حزب کارگر نروژ، انتخاب شد. در سال ۱۹۷۷م، وی به عضویت مجلس ملی نروژ برگزیده شد. گرو هارلم، یک سخنران قابل توجه بود و دائماً به منظور شرکت در جلسات جدید، به سراسر نروژ سفر می‌کرد. برکناری وی، از دولت در سال ۱۹۷۹م، برای خودش، یک شگفتی ناخوشایند و برای بسیاری دیگر یک شوک بود. حزب کارگر نروژ در انتخابات محلی بد عمل کرده بود، اما مطمئناً تقصیر به گردن گرو هارلم، نبود. مسئولیت اصلی بر عهده نخست‌وزیر اودوار نوردلی و رئیس حزب، ری اولف استین بود. یکی از درس‌هایی که آنها از این شکست آموختند این بود که اگر رهبر حزب به دولت بپیوندد، همکاری بین آنها آسان‌تر می‌شود. ظاهراً به همین دلیل، دیگر معاون رهبر حزب که در آن زمان گرو هارلم بود، نباید در دولت حضور می‌داشت. به هر حال، دلیل واقعی، روشن نبود و فقط می‌شد در مورد آن حدس زد. گرو هارلم، شخصاً در بحث ایجاد تغییرات در دولت، شرکت نداشت. در این مورد او خود نوشته‌است: «احساس می‌کردم که به‌طور غیرمنطقی کنار گذاشته شده و بیرون نگهداشته می‌شوم». اما مطمئناً قصد  رهبر حزب و نخست‌وزیر این نبود. بلکه هدف این بود که گرو هارلم، که در آن زمان یکی از اعضای حزب کارگر نروژ، در مجلس ملی نروژ بود، به تدریج برای عهده‌دار شدن پست نخست‌وزیری نروژ، آماده شود.

در عمل کار در کمیته‌های مجلس به یک کارآموزی مفید تبدیل شد. گرو هارلم، در سال‌های ۱۹۷۹ تا ۱۹۸۰م، عضو کمیته مالی بود و از پاییز ۱۹۸۰م، رئیس کمیته امور خارجی بود. سال ۱۹۸۱م، سال انتخابات پارلمانی بود. در آغاز، شرایط برای حزب کارگر نروژ چندان خوشایند به نظر نمی‌رسید. برخی نظرسنجی‌ها نشان می‌داد که موقعیت حزب کارگر نروژ به‌عنوان بزرگ‌ترین حزب سیاسی در نروژ در خطر است. از یک طرف، باد  دست راستی در بخش‌های وسیعی از اروپا و ایالات متحده می‌وزید و از طرف دیگر، دولت نوردلی دچار مشکلات فرسودگی و گسست شد ه و حتی خود نخست‌وزیر، از نظر جسمانی رو به ضعف می‌رفت. در روز پنجشنبه ۲۹ ژانویه، مطبوعات حزب کارگر نروژ، گزارش دادند که اودوار نوردلی به دلیل بیماری استعفاء خواهد داد. گرو هارلم بروندلاند، از جمله کسانی بود که به جلسه ای در خانه تریگوه براتلی، در روز یکشنبه اول فوریه، احضار شدند. سؤال این بود که چه کسی نخست‌وزیر جدید خواهد شد؟ این سؤال همه علاقمندان سیاسی و طبیعتاً در درجه اول، اعضای فعال حزب کارگر نروژ را به خود مشغول کرده بود. بسیاری از انجمن‌های احزاب، گروه‌های زنان و تیم‌های سازمان جوانان حزب کارگر نروژ، آن روزها جلساتی داشتند. قبل از کنفرانس یکشنبه شب درحضور براتلی، حرف‌هایی به گوش رسیده بود مبنی بر این که گرو هارلم بروندلند، باید مسئولیت را بر عهده بگیرد. ارگان حزب کارگر نروژ در مقاله ای نوشت: 
اشتباه نکنید! دیگر بیان واضحات، توجه کسی را جلب نمی‌کند. مردم خواستار شنیدن حرفهای جدیدند. گرو هارلم بروندلند عنصری جدید در حزب کارگر نروژ است، با ذوق کافی برای دیدگاه‌ها و شیوه‌های جدید عملی، اگر از کنار او بی اعتنا رد شویم، با خطر مواجه خواهیم شد.
یکی از شرکت کنندگان در این نشست، در خانهٔ براتلی وزیر محیط زیست، رولف هانسن بود. از او دعوت شده بود، چون اودوار نوردلی، وی را برای عهده‌دار شدن پست نخست‌وزیری مناسب می‌دید. وزیر محیط زیست که به تازگی جانشین گرو هارلم در پست وزارت شده بود نیز خود را برای مشارکت در حل مسئله راغب نشان داد و گرو هارلم بروندلاند را برای انتصاب در پست نخست‌وزیری پیشنهاد داد و این پیشنهاد به اجماع رسید.

### دور اول و کوتاه نخست‌وزیری، رهبری حزب و مخالفت با دولت
۴ فوریه ۱۹۸۱م، خانم گرو هارلم بروندلاند، در سن ۴۲ سالگی پست نخست‌وزیری را تحویل گرفت. با این حساب، او جوانترین و اولین نخست‌وزیر زن در تاریخ نروژ بود. اولین نخست‌وزیری که همه وی را با نام کوچک صدا می‌زدند. اما شرایط یکسره بر وفق مراد نبود. دولت در وضع مشکلی قرار داشت. در اتحادیه‌های کارگری همه، از اینکه زن جوانی مانند گرو هارلم، تجربه کافی برای عهده‌دار شدن سرپرستی در چنین سطحی را دارد، مطمئن نبودند. روابط گرو هارلم، و رهبر حزب تیره بود. در آوریل ۱۹۸۱م، ری اولف استین در یک نشست پرتنش حزبی در هامار از رهبری حزب کارگر نروژ، استعفاء داد و گرو هارلم، به جانشینی وی انتخاب شد. محبوبیت حزب کارگر نروژ، طی ۶ ماه اول سال ۱۹۸۱م، به شدت کاش یافت. به دنبال انتخابات مجلس ملی نروژ در سال ۱۹۸۱م، اکثریتی که حزب کارگر نروژ، همراه با حزب سوسیالیست چپ (نروژ) در مجلس داشتند، از دست رفت. حزب محافظه‌کار (نروژ) به قدرت رسید و کوره ویلوک، پست نخست‌وزیری را تصاحب کرد. به این ترتیب نقش گرو هارلم، از رهبری دولت، به رهبری مخالفان دولت، تغییر یافت. در طی سال‌های بعدی مناظره‌های سخت و پر حرارتی بین گرو هارلم، و کوره به ویژه در برنامه‌های تلویزیونی برقرار بود، طوری که این برنامه‌ها به کنایه، برنامه «گرو و کوره» خوانده شده و در سراسر نروژ معروف شد. نقش گرو هارلم، به عنوان رهبر مخالفان دولت در مجلس ملی نروژ تا بعد از انتخابات سال ۱۹۸۵م، همچنان ادامه داشت. اگر چه محبوبیت حزب کارگر نروژ افزایش یافته بود، اما میزان این افزایش در سطح تصاحب قدرت و تشکیل دولت نبود. با این حال دولت دست راستی کوره ویلوک، تضعیف شده بود. ادامه کار دولت و نخست‌وزیر حزب محافظه‌کار (نروژ) به حمایت فرمسکریت پارتی نیاز داشت. این حمایت، در طول یک سال و نیم برقرار بود. اما بعد فرمسکریت پارتی، که از سیاستهای صرفه جویی دولت به ستوه آمده بود، به دنبال افزایش مالیات بنزین، دست از حمایت دولت برداشت و در آوریل سال ۱۹۸۶م، دولت حزب محافظه‌کار (نروژ) به نخست‌وزیری کوره ویلوک، مجبور به استعفاء شد.

### دور دوم نخست‌وزیری و وزیران زن
بدین ترتیب، میز برای دور دوم دولت گرو هارلم بروندلاند، چیده شد؛ و وی، دولتی تشکیل داد که به نام اولین دولت زنان در جهان، معروف شد. در ترکیب این دولت، از ۱۸ نفر اعضای هیئت دولت، ۸ تن از وزیران، زن بودند. اصل حداقل ۴۰ درصد تنوع جنسیت، در مورد هر دو جنس زن و مرد، رعایت شده بود.

اصل حداقل ۴۰ درصد تنوع جنسیت، در ترکیب تشکیلات مرکزی حزب کارگر نروژ نیز مطرح شده بود. همچنین قرار بر این گذاشته شد که در معرفی نامزدان انتخابات مجلس ملی نروژ، دو نفر صدر لیست پیشنهادی، یکی مرد و دیگری زن باشد. از دیدگاه بعضی، نتیجه این چنین تصمیمی، آن بود که در عمل، زنانی با تجربه و صلاحیت کمتر، از مجرب‌ترین و صالح‌ترین مردان حزب سبقت می‌گرفتند. گرو هارلم، هیچ مشکلی در درون حزب، برای رد این انتقادات نداشت، چرا که در سال ۱۹۸۶م، رهبری وی در حزب کارگر نروژ، بلامنازع بود.
علاوه بر این، حزب کارگر نروژ، تغییرات دیگری نیز کرده بود. راه برای انتخاب افرادی جدید، به منظور تصدی مسئولیت‌های حزبی در سطوح بالای حزب کارگر نروژ، باز شده بود. در سال ۱۹۸۱م، اینار فورده، بر خلاف میل شخصی گرو هارلم، به عنوان معاون رهبر حزب، انتخاب شد. اما این دو، بر خلاف سنت رایج حزب، اجازه ندادند که اختلافات درونی حزب، بر سیاستهای عمومی حزب کارگر نروژ، سایه افکند. معاون جدید حزب، مورد حمایت رهبر حزب قرار گرفت و گرو هارلم، از نوسازیهای معاون جدید خود، در سیاست حزب کارگر نروژ، استقبال کرد. به این ترتیب، از اعتقاد به لزوم نظارت دولت، بر برنامه‌های اقتصادی، به نفع اقتصاد بازار آزاد، کاسته شد. محبوبیت گرو هارلم، در سال ۱۹۸۶م، پایه داشت. محبوبیتی که بعدها پس از بازنشستگی وی، لقب «مادر ملت» برای وی به ارمغان آورد. اما این محبوبیت درسال ۱۹۸۹م، به شدت تضعیف شده بود. در واقع اگر تنها نتایج انتخابات سال ۱۹۸۹م، را ملاک قرار دهند، عجیب خواهد نمود که اصولاً او به چنین مقامی دست یافته‌است. از سال ۱۹۳۰م، به این طرف، این ضعیف‌ترین نتیجه انتخابات برای حزب کارگر نروژ بود. به دنبال این انتخابات، یان پی. سیسه، از حزب محافظه‌کار (نروژ) قدرت را به دست گرفت و با تشکیل یک دولت دست راستی، بار دیگر نقش گرو هارلم بروندلاند، از رهبری دولت، به رهبری مخالفان دولت تغییر یافت.

### دور سوم نخست‌وزیری و کناره‌گیری از رهبری حزب
اختلاف نظر در مورد مذاکرات منطقه اقتصادی اروپا، منجر به گسست بین احزاب حاکم شد.  حزب مرکز، که توسط کشاورزان نروژی حمایت می‌شد، تشکیل یک دولت جدید توسط حزب کارگر نروژ را بر دولتی که توسط حزب محافظه‌کار (نروژ) رهبری می‌شد، ترجیح می‌داد و از ائتلاف خارج شد؛ و به دنبال آن، یان پی. سیسه استعفا داد. دولت یان پی. سیسه فقط کمی بیش از یک سال برقرار بود و گرو هارلم توانست دوباره قدرت را به دست گیرد. به این ترتیب در ۳ نوامبر ۱۹۹۰م، خانم گرو هارلم بروندلاند، برای سومین بار نخست‌وزیر یک دولت خالص حزب کارگر نروژ شد. شکست دولت ائتلافی به رهبری حزب محافظه‌کار (نروژ)، این تصویر را ایجاد کرد که محافظه کاران، گرچه در انتخابات پیروز شدند اما در عمل، قادر به مدیریت مملکت نبودند، در حالی که حزب کارگر نروژ، حتی با وجود شکست در انتخابات، نشان داد که در عمل قادر به مدیریت کشور است. 
 در سال ۱۹۹۲م، در یک نشست حزبی، گرو هارلم، از رهبری حزب کارگر نروژ، استعفاء داد. اگرچه رسانه‌های مهم، چیزی در مورد آن ننوشته بودند، اما همه در سالن آن نشست حزبی می‌دانستند که کوچک‌ترین پسر وی، در اوایل همان سال، خودکشی کرده و به زندگی خود خاتمه داده‌است. با این حال، برای همه نمایندگان حزبی کاملاً تعجب آور بود که در روز دوم نشست سراسری حزب، گرو هارلم، برای اولین بار علناً به این رویداد غم‌انگیز در یک جلسه رسمی اشاره کرد و گفت که نیاز به کاهش حجم کار دارد. چرا که در آن زمان، خانم گرو هارلم بروندلاند، به قدرت و خویشتن داری فوق‌العاده ای شهرت داشت.
 در این نشست، گرو هارلم، تنها در آن حد تأیید کرد که فعلاُ به عنوان نخست‌وزیر، وظایف خود را انجام خواهد داد. با این حال در بین اعضای حزب کارگر نروژ، تردیدی در مورد انتخاب گرو هارلم بروندلاند، به عنوان نامزد پست نخست‌وزیری، در انتخابات سال ۱۹۹۳م، وجود نداشت. به یک معنی، انتخابات سال ۱۹۹۳م، بزرگ‌ترین پیروزی وی بود. چرا که در این انتخابات، حزب کارگر نروژ با افزایش محبوبیت و اختصاص ۳۶٫۹ درصد آرا، به خود، موفق شد، اساس بقای دولت حزب کارگر نروژ را حفظ کند. اما خیلی زود پس از انتخابات، زمزمه‌هایی، مبنی بر استعفای قریب‌الوقوع گرو هارلم، از پست نخست‌وزیری به گوش رسید. انتظار می‌رفت که در صورت کناره‌گیری گرو هارلم، رهبر جدید حزب، توربیورن یاگلاند، موقتاً پست نخست‌وزیری را هم بر عهده بگیرد. در عمل، گرو هارلم، همچنان تا پاییز سال ۱۹۹۶م، در پست نخست‌وزیری باقی ماند و به خدمت ادامه داد. اما پیش از انتخابات مجلس ملی نروژ در سال ۱۹۹۷م، پیشنهاد نامزدی خود را برای نخست‌وزیری یا نمایندگی در مجلس رد کرد و از صحنه سیاست داخلی نروژ خارج شد.

### مواضع بین‌المللی

#### کمیسیون جهانی محیط زیست و توسعه
هنگامی که سازمان ملل متحد، در سال ۱۹۸۲م، گرو هارلم بروندلاند را به عنوان رئیس کمیسیون جهانی محیط زیست و توسعه که در نروژ، بیشتر به عنوان کمیسیون بروندلاند، شناخته می‌شود، منصوب کرد، فعالیت وی به عنوان یک سیاستمدار بین‌المللی آغاز شد. این کارگروه، تلاش زیادی کرد تا رهبران جهان را متوجه کند که رشد و توسعه اقتصادی و اجتماعی فعلی، نباید نسل‌های آینده را از فرصت‌های مشابه برای رشد و توسعه محروم کند. مفهوم «توسعه پایدار» از آن زمان به بعد، مورد توجه قرارگرفت. اصطلاح پایداری به قدری در زمینه‌های گوناگون استفاده شده که ارزیابی تأثیر آن دشوار است. می‌توان گفت که کمیسیون بروندلاند، با ایجاد مفهوم «توسعه پایدار»، رشد اقتصادی را به سوی سازگاری بیشتر با محیط زیست هدایت کرد، اما در عین حال شاید این کمیسیون، همزمان آن نوع رشد اقتصادی که تنها در کوتاه مدت پایدار بود را بدون در نظر گرفتن پی آمدهای درازمدت، مشروعیت بخشید. فعالیت کمیسیون جهانی محیط زیست و توسعه درسال ۱۹۸۷م، به اتمام رسید.

#### سازمان جهانی بهداشت و بازنشستگی
خیلی زود پس از خداحافظی بانو گرو هارلم، از سیاست ملی نروژ، وی به عنوان رئیس سازمان جهانی بهداشت (WHO) مشغول به کار شد. نخست‌وزیر سابق نروژ، به همراه رئیس دفترش، یوناس گار استوره، ابتدا در داخل این سازمان، اقدام به انجام اصلاحاتی کرد و سپس بر اهمیت پیشگیری از مشکلات سلامتی از طریق محدود کردن مصرف الکل و تنباکو؛ تمرکز بیشتری اعمال داشت.
گرو هارلم بروندلاند، در دوران بازنشستگی خود عضوی از چندین کمیسیون معتبر سازمان ملل بوده‌است. وی اکنون معاون رئیس سازمان سالمندان است که از مدیران باز نشسته‌ای تشکیل شده که سابقاً در سازمانهای بین‌المللی مدیر ارشد بوده‌اند.

## یادداشت
1. ↑  https://no.wikipedia.org/wiki/Einar_Førde